# 胡荣贵 (少将)
胡荣贵（1913年2月—2004年2月21日），曾用名张生泉，山西定襄人，中国人民解放军将领、中国人民解放军开国少将。
1933年加入革命互济会，1936年加入中国共产党。抗日战争时期历任山西青年抗敌决死一纵队中队指导员、组织股长，第38团政治部主任、政委；国共战争时期历任晋冀鲁豫第四纵队旅政治部主任、政委，第二野战军第四兵团政治部副主任。1952年任云南省军区政治部副主任、主任，1955年任昆明军区政治部主任，1959年后任昆明军区副政委兼政治部主任。“文革”期间入狱，后平反。1988年离休后，任全国老年书法协会和全国农民书法协会顾问，云南省老年书法协会和云南省老年诗词协会名誉主席、会长等职。
1955年，授予中国人民解放军少将。